# Zastávka (Uhelná)
Zastávka (německy Stillstand) je zaniklá osada dnes patřící z velké části pod obec Uhelná (katastrální území Uhelná) a částečně Vlčic (k. ú. Vlčice). Nachází se 2 km jižně Uhelné na svahu vrchu Suť poblíž bývalé osady Hřibová, která leží na území Vlčic.

## Historie
Jméno vzniklo jako území, na kterém je zakázáno stavět: zastavena stavba. Oblast osady byla totiž sporná mezi vratislavskými biskupy jako držiteli Uhelné a sousedními pány von Maltitz jako majiteli statku Vlčice. Po vyřešení sporu zde roku 1735 biskup zřídil drobnou osadu. Půda se zde však hodila nanejvýš k pastvě a obyvatelé se živili námezdní prací a přadláctvím. Roku 1836 zde bylo 12 domů, v letech 1900 a 1930 domů 11. Po odsunu původních německých obyvatel v letech 1945–1946 se odlehlou osadu bez valného hospodářského významu nepodařilo dosídlit, v 50. letech 20. století byla zcela opuštěna a roku 1963 i úředně zrušena. Domy pobořili vojáci a zbyly jen rozvaliny několika budov.

## Nové osídlení ekology

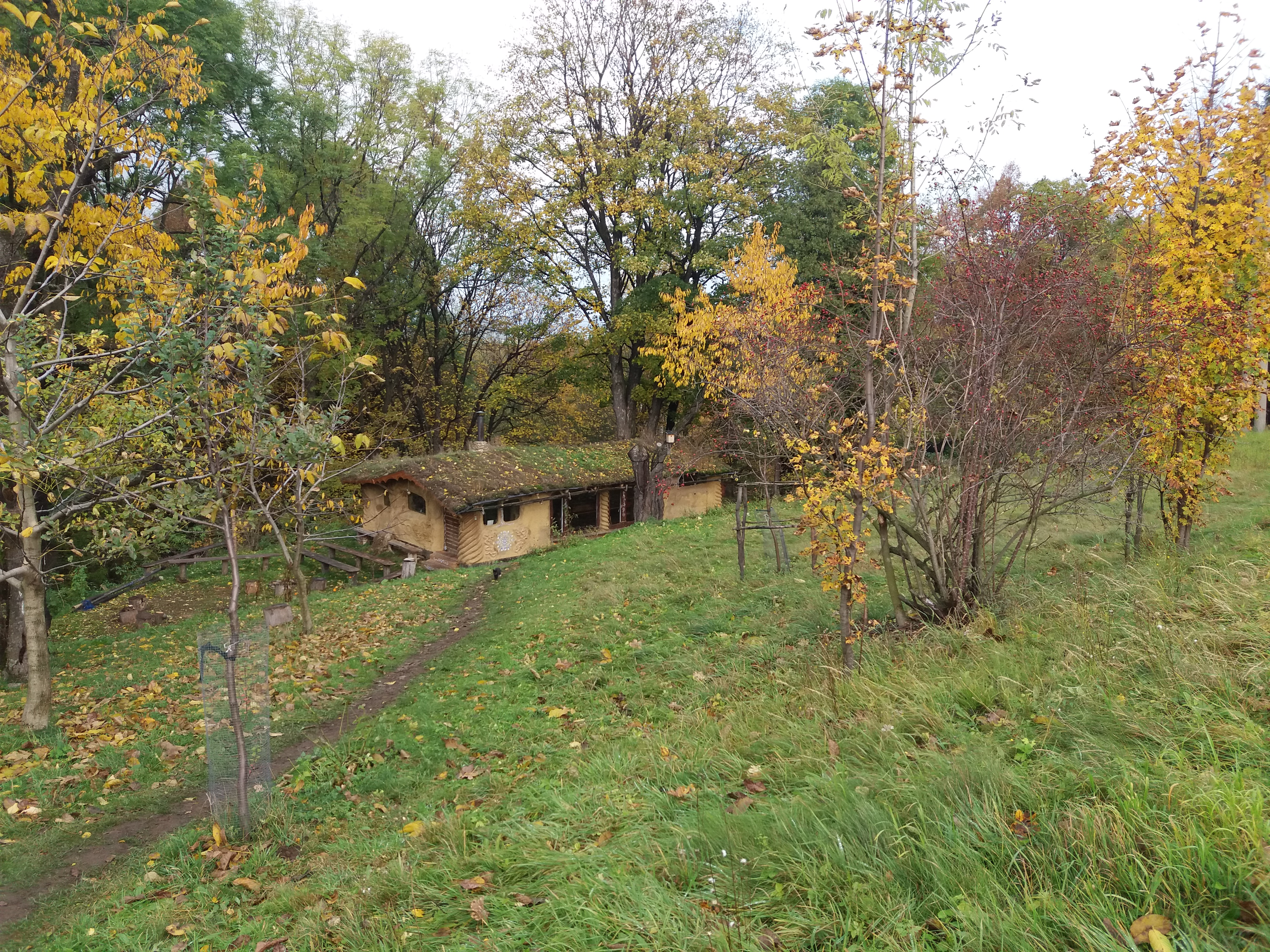
Hobitín

Na území se usadili členové ekologického Hnutí Brontosaurus Jeseníky, vykoupili pozemky pod osadou a začali se starat o zanedbané jabloně, které jako jediné zbyly po Němcích. Časem si přikoupily dvě maringotky, aby tu mohli přebývat, ale později přišla myšlenka na oživení osady ekologickými stavbami. Jako první postavili na místě domu kdysi zbořeného vojáky dům pojmenovaný Hobitín. Postavili ho s přáteli převážně z jejich hnutí, svépomocí a s pomocí darů, zbytků, bouraček a přírodních materiálů. Vznikl tak dům s organickými tvary, se zelenou střechou a se zdmi ze slámy a hlíny.